# Jest pan wdową, proszę pana!
Jest pan wdową, proszę pana! (czes.: Pane, vy jste vdova!) – czechosłowacka komedia fantastycznonaukowa w reż. Václava Vorlíčka z roku 1970. 

## Obsada
- Iva Janžurová jako Evelyn Keletti, aktorka
- Otto Šimánek jako Alfred Keletti, przemysłowiec
- Olga Schoberová jako Molly Adams, aktorka
- Jiří Sovák jako król Rosebud IV
- František Filipovský jako król Oskar XV
- Stella Zázvorková jako Mary Otis
- Čestmír Řanda jako generał Omar Otis, pierwszy minister
- Eduard Cupák jako major Robert Steiner
- Jiří Hrzán jako Stuart Hample, astrolog
- Miloš Kopecký jako profesor Somr
- Vladimír Menšík jako Bloom, kryminalista
- Helena Růžičková jako Fanny Stubova, zabójczyni
- Jan Libíček jako Bobo, szef kuchni
- František Husák jako kamerdyner
- Karel Effa jako patolog
- Ladislav Smoljak jako krytyk w teatrze
- Zdeněk Svěrák jako krytyk w teatrze
- Vladimír Hrubý jako pracownik teatru
- Zdeněk Braunschläger jako asystent w sanatorium
- Alena Procházková jako pokojówka

## Nagrody
Iva Janžurová – nagroda za najlepszą rolę żeńską: Międzynarodowy Festiwal Filmów Fantastyczno-Naukowych w Trieście, 1971